# Роберта Флек
Роберта Флек (англ. Roberta Flack; 10 лютого 1937, Блек Маунтін, Північна Кароліна, США — 24 лютого 2025) — американська соул-співачка, відома виконанням витончених джазових балад «The First Time Ever I Saw Your Face» (1972), «Killing Me Softly With His Song» (1973) та «Feel Like Makin' Love» (1974), за які вона отримала кілька нагород «Греммі».

## Біографія
Успіх прийшов до Флек у 1972 році, коли Клінт Іствуд використав її пісню «The First Time Ever I Saw Your Face» у своєму першому фільмі «Зіграй мені перед смертю». Хіт одразу злетів на вершину Billboard Hot 100 та провів там шість тижнів; згодом його переспівували Елвіс Преслі, Джонні Кеш, Джордж Майкл та Селін Діон.
Протягом 1970-х Флек воліла записуватися разом із Донні Хетеуеєм. Після його самогубства в 1979 році вона почала виступати в дуеті з Пібо Брайсоном. У 1991 році повернулася до кращої десятки американських синглів з піснею «Set the Night to Music», записаною в дуеті з реггі-музикантом Максі Прістом.
Живе у Нью-Йорку, у тому самому будинку, біля під'їзду якого було застрелено Джона Леннона.